# Viaduc de la Saône
Le viaduc de la Saône est un ouvrage d'art français permettant le franchissement de la Saône par la LGV Rhin-Rhône. D'une longueur totale de 1 340 mètres, ce pont à poutres et ses estacades, livrés en 2011, sont situés près d'Auxonne, en Côte-d'Or.

## Constitution
Il est constitué de :
- l'estacade d'Athée longue de 192 m[1]
- l'estacade de Poncey-lès-Athée longue de 480 m[1]
- du viaduc de la Saône long de 380 m[1]
- l'estacade  d'Auxonne longue de 288 m[1]